# 阿拉姆氏魮
阿拉姆氏魮（学名：Barbus arambourgi）為輻鰭魚綱鯉形目鯉科魮屬的其中一個種。該物種主要分布於非洲衣索匹亞奧莫河流域，體長可達6.2公分。

## 扩展阅读
維基物種上的相關：阿拉姆氏魮